# Ковжижа (Котелевский район)
Ковжижа (укр. Ковжижа) — село,
Милорадовский сельский совет,
Котелевский район,
Полтавская область,
Украина.
Код КОАТУУ — 5322283005. Население по переписи 2001 года составляло 213 человек.

## Географическое положение
Село Ковжижа находится у истоков пересыхающей реки Ковжижа,
ниже по течению примыкает село Милорадово.
Рядом проходит автомобильная дорога Т-1707.

## История
Скорее всего с 1930 по 1945 входило в состав Милорадово (на картах 1941-1950 годов видны части села но обозначения названия кроме Милорадово нет)
Село указано на трехверстовке Полтавской области. Военно-топографическая карта.1869 года как хутор